# 子宫腔
子宫腔（英語：Uterine cavity），也可称为子宫体腔、宫腔，是子宫的内部空腔。子宫腔呈上宽下窄的倒三角形，最上端为子宫底，子宫底两侧与输卵管相接，最下端为子宫颈外口，子宫腔通过子宫颈内口与子宫颈相通。